# وله نزا
وله نزا (به لاتین: Wele-Nzas) یک استان‌ در گینه استوایی است که در Río Muni واقع شده‌است.
 وله نزا ۵٬۴۷۸ کیلومتر مربع مساحت و ۱۹۲٬۰۱۷ نفر جمعیت دارد.